# Txabarri palača
Palača Txabarri (baskijski: Txabarri jauregia, španjolski: Palacio Chávarri)  je palača u Bilbau flamanskom stilu, najistaknutija oko trga Moyúa. Izgrađena je početkom 20. stoljeća, a njezin stil podsjeća na palače izgrađene tijekom renesanse u Antwerpenu ili Bruggeu. Njeno ime je jedno od brojnih varijacija baskijskog prezimena Etxeberria (nova kuća).
Jedna od najzanimljivijih značajki zgrada je u tome što niti jedan od setova prozora nije jednak drugom.
Palača je domaćin prestavništva Vlade Španjolske u pokrajini Biskaji.